# Acrobuninae
Sous-famille
Les Acrobuninae sont une sous-famille d'opilions laniatores de la famille des Epedanidae.

## Distribution
Les espèces de cette sous-famille se rencontrent en Asie du Sud-Est.

## Liste des genres
Selon World Catalogue of Opiliones (26/06/2021) :
- Acrobunus Thorell, 1891
- Anacrobunus Roewer, 1927
- Harpagonellus Roewer, 1927
- Metacrobunus Roewer, 1915
- Paracrobunus Suzuki, 1977

## Publication originale
- Roewer, 1912 : « Die Familien der Assamiiden und Phalangodiden der Opiliones-Laniatores. (= Assamiden, Dampetriden, Phalangodiden, Epedaniden, Biantiden, Zalmoxiden, Samoiden, Palpipediden anderer Autoren). » Archiv für Naturgeschichte, sér. A, vol. 78, no 3, p. 1–242 (texte intégral).